# Educating Father
Pour plus de détails, voir Fiche technique et Distribution.
Educating Father (littéralement, Père éducateur) est un film américain réalisé par James Tinling, sorti en 1936.

## Synopsis
Un père essaie de convaincre son fils de le suivre comme pharmacien, plutôt que de devenir un pilote de course, jusqu'à ce que les compétences de pilotage du fils se révèlent utiles.

## Fiche technique
- Titre : Educating Father
- Réalisation : James Tinling
- Scénario : Katharine Kavanaugh (en), Edward T. Lowe Jr., John Patrick
- Photographie : Daniel B. Clark
- Montage : Louis R. Loeffler
- Musique : Samuel Kaylin (en)
- Décors :
- Costumes : William Lambert
- Producteur : Max Golden (en)
- Société de production : Twentieth Century Fox
- Société de distribution : Twentieth Century Fox
- Pays d'origine :  États-Unis
- Langue : Anglais américain
- Format : Noir et blanc — 35 mm — 1,37:1 — Son : Mono (Western Electric Noiseless Recording)
- Genre : Comédie
- Durée : 59 minutes
- Date de sortie : 
  - États-Unis : 23 mai 1936

## Distribution
- Jed Prouty : John Jones
- Shirley Deane (en) : Bonnie Jones
- Dixie Dunbar (en) : Millicent
- Spring Byington : Mme John Jones
- Kenneth Howell (en) : Jack Jones
- June Carlson (en) : Lucy Jones
- George Ernest (en) : Roger Jones
- Florence Roberts : Granny Jones
- Billy Mahan (en) : Bobby Jones
- Francis Ford : le shérif Hart
- Charles Tannen (en) : Jim Courtney
- J. Anthony Hughes : Dick Harris
- David Newell (en) : Eddie Gordon
- Clarence Wilson : Jess Boynton
- Jonathan Hale : Fred Humphrey
- Erville Alderson : Dr. Willoughby
- Dick Elliott : Townley
- Phyllis Fraser (en) : la fille du drugstore
- Selmer Jackson : Prof. Howard